# Getulina
Getulina is een gemeente in de Braziliaanse deelstaat São Paulo. De gemeente telt 10.960 inwoners (schatting 2009).

## Geboren
- Luiz Antônio Moraes (1970), voetballer